# Hegyi gurgolya
A hegyi gurgolya vagy tömjénillat (Seseli libanotis) az ernyősvirágzatúak (Apiales) rendjén belül a zellerfélék (Apiaceae) családjához tartozó növényfaj. Magyarországon a Zalai-dombság területén fordul elő.